# タイ・テイバー
タイ・テイバー (Ty Tabor、1961年9月17日 - )は、アメリカ合衆国のハードロック・バンド、キングスXのギタリスト、ソングライター。同国ミシシッピ州ジャクソン出身。
ほか、ソロ活動に加え、プラティパス、ザ・ジェリー・ジャム、ジャグヘッドなどのサイド・プロジェクトにも参加している。

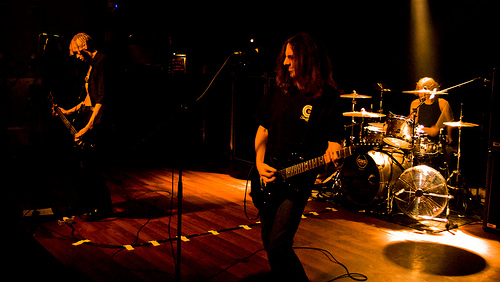
キングスX（2009年・ミラノ公演）

## スタイル
重厚なギターリフからメロディアスなフレーズまで、幅広いギタースタイルを備えている。ビートルズ、ミック・ロンソン、エース・フレーリー、ジミ・ヘンドリックス、フィル・キーギーやアリス・クーパー・バンド等の影響を受けている。

## 使用機材
ギター
使用エレクトリック・ギターについて、キングスXに於ける初期の頃は、フェンダー・ストラトキャスターの派生モデル、"エリート・ストラトキャスター"(1983年製)を使用していた。それはアクティブ・ピックアップを備えた、1980年代初期にのみ生産されたタイプであった。その後YAMAHA社やGuilford社、Zion社らと契約し、自身のモデル"RGX－TT"タイプや、"AESシリーズ"などを愛用していた。
アンプ
これまで使用したアンプ機材については語る事が少なかったが、ギター・プレイヤー誌の1996年5月号で、ギブソン・ラブ・シリーズの「L5ソリッドステート・アンプ」を、初期4枚のアルバム・レコーディングで使用したと明かしている。ほか、ランドール製やマーシャル製など様々なタイプを使用。

## ディスコグラフィ

### ソロ・アルバム
- Naomi's Solar Pumpkin (1997年)
- 『ムーン・フラワー・レーン』 - Moonflower Lane (1998年)[2]
- Safety (2002年)
- Rock Garden (2006年)
- Balance (2008年)
- Something's Coming (2010年)
- Trip Magnet (2010年) ※EP
- Nobody Wins When Nobody Plays (2013年)
- Alien Beans (2018年)

### サイド・プロジェクト
プラティパス
- 『ホエン・パス・カムズ・トゥ・シャヴ』 - When Pus Comes to Shove (1998年)
- Ice Cycles (2000年)

ザ・ジェリー・ジャム
- The Jelly Jam (2002年)
- The Jelly Jam 2 (2004年)
- Shall We Descend (2011年)
- Profit (2016年)

ジャグヘッド
- Jughead (2002年)

Xenuphobe
- 1.0 (2006年)
- 2.0 (2007年)
- Drone (2015年)

The Jibbs
- "Burns In The Rain" (2008年) ※シングル